# Русько-візантійський договір (944)
Ру́сько-візанті́йський ми́рний догові́р 944 укладений по невдалому походу військ князя Ігоря на Візантію в 941 та походу 944 років. Підтверджуючи в зміненому вигляді положення угоди 911, угода 944 зобов'язувала руських послів та купців задля користування певними пільгами мати княжі грамоти, вводила ряд обмежень для руських купців. Русь зобов'язувалася не претендувати на кримські володіння Візантії, не залишати застави у протоці Дніпра, допомагати один одному військовими силами.
Договір підтверджував всі раніше досягнуті положення та визначав багатосторонні зв'язки між двома країнами. Зокрема, вводилась система надання торговцям і офіційним представникам Києва свого роду «посвідчення особи» з приїздом до Візантії. В іншому випадку владі імперії надавалося право арешту прибулих осіб та сповіщення про це київського князя. Щоправда, і цей договір, на відміну від попередніх, не затверджував право русинів на безмитну торгівлю у Візантії. Посилені були воєнні статті договору. Замість права русинів служити при дворі й у війську імператора віднині мова йшла про надшироку військову співпрацю. Це положення більшість істориків оцінюють як факт заключення між двома державами союзницьких стосунків.